# Aéroport de Nice-Côte d'Azur
Pour les articles homonymes, voir Côte d'Azur (homonymie).
 (avril 2023).
Si vous disposez d'ouvrages ou d'articles de référence ou si vous connaissez des sites web de qualité traitant du thème abordé ici, merci de compléter l'article en donnant les références utiles à sa vérifiabilité et en les liant à la section « Notes et références ».
L'aéroport de Nice-Côte d’Azur (code IATA : NCE • code OACI : LFMN) est un aéroport international français situé à Nice, dans les Alpes-Maritimes et sur la Côte d'Azur.
Il est géré par la filiale française de la société italienne Azzura Aeroporti, la société anonyme Aéroports de la Côte d'Azur (ACA), qui administre également l'aéroport de Cannes - Mandelieu et celui de Saint-Tropez.
S'agissant du trafic passagers commerciaux, il occupe la troisième place parmi les aéroports français, après les aéroports de Paris-Charles-de-Gaulle et de Paris-Orly, les quatrième et cinquième positions étant occupées par les aéroports de Marseille-Provence et de Lyon-Saint-Exupéry en 2024.
S'agissant des mouvements pour l'aviation d'affaires, il occupe la deuxième place parmi les aéroports européens, après l'aéroport de l'aéroport de Paris - Le Bourget, la troisième position étant occupée par l'aéroport de Genève-Cointrin. L'aéroport se compose de trois terminaux : le terminal 1 et le terminal 2, dédiés à l'aviation commerciale et un terminal dédié à l'aviation privée.
L'aéroport possède deux pistes qui permettent d’accueillir toutes les catégories d’appareils. Il est ainsi le seul aéroport français hors Paris à accueillir l'A380 en vol régulier avec Emirates.

## Histoire

### Dates clés

#### Années 1910
- 1910 : l'aéroport de Nice trouve son origine dans l'organisation en 1910 d'un premier meeting aérien, qui suit d'un an la première traversée de la Manche par Louis Blériot. Au départ, il s'agit des champs du lieu-dit La Californie[2] et de quelques hangars. L'évènement attire tout de même 100 000 personnes[3].
- 1918 : un service postal relie expérimentalement le port de Nice et la Corse par hydravion. Mais ce sont encore les meetings aériens qui font l'activité aérienne de Nice[4].

#### Années 1920
- 1925 : création d'une école de mécaniciens-avions par l'aéro-club de Nice[5].
- 1928 : une liaison postale hebdomadaire vers Marseille est assurée[5].
- 1929 : reconnaissance officielle du site niçois, sur le terrain d'aviation de La Californie, comme aérodrome par le ministre de l'Air[4].

#### Années 1930
- 1930 : portés en premier lieu par la chambre de commerce de Nice et l'État, puis par la mairie de Nice quelques années plus tard, de nombreux projets d'amélioration des infrastructures précaires du terrain d'aviation et d'agrandissement sont présentés sans grande avancée de 1930 à 1939 pour l'ouverture à l'activité commerciale[6].
- 1935 : une ligne Nice-Bastia, dans le cadre de la ligne élargie Bordeaux-Toulouse-Marseille-Nice-Bastia, est expérimentée par la compagnie Potez-Air Service[5],[7].

#### Années 1940
- 1940 : création d'une piste engazonnée d'une longueur d'un kilomètre durant l'été 1940 pour des besoins militaires essentiellement. Les années suivantes, la situation se décante. Il sera finalement décidé le développement de l'aviation commerciale sur le terrain actuel avec l'agrandissement et la mise en sécurité de la zone d'activité.
- 1944 : construction d'une piste en dur de 1 350 m de longueur[8].
- 1945 : Air France s'implante sur l'aéroport niçois, et ouvre une ligne Paris-Marseille-Nice avec un Junkers 52, puis une seconde ligne Nice-Corse[8].
- 1946 : l'aéroport ouvre à la circulation aérienne publique sous le nom de « Nice - Le Var ». Air France positionne un DC3 de 21 places sur Nice-Paris et développe de nouvelles lignes : Nice-Marseille-Montpellier-Toulouse-Bordeaux, Nice-Londres et Nice-Alger. 34 267 passagers transitent par l'aéroport. La plateforme accueille les premières compagnies étrangères : SAS exploite la ligne Stockholm-Copenhague-Genève-Nice, puis Sabena la ligne Bruxelles-Nice. Cette même année, un quadrimoteur (DC4) atterrit pour la première fois sur la piste niçoise[8].
- 1949 : mise en service d'une aérogare provisoire. La piste est allongée à 1 700 m. D'autres compagnies s'installent dont KLM sur la ligne Amsterdam-Nice-Rome-Athènes avec un Convair 240, Swissair exploite la ligne Genève-Nice-Rome avec un DC3, British Airways la liaison Londres-Nice-Rome avec un Viking. Pan American Airlines opère la première ligne transatlantique de l'aéroport niçois sur New York-Nice, avec escales, par un Constellation quadrimoteur[8].

#### Années 1950
- 1955 : changement de nom pour « Nice Côte d'Azur »[8].
- 1956 : le cap des 500 000 passagers est dépassé[9].
- 1957 : inauguration d'une aérogare moderne pouvant accueillir les plus gros avions commerciaux en activité d'une vingtaine de compagnies. La piste est longue de 2 200 m[9].
- 1959 : Nice accueille le 1er juin 1959 le vol inaugural de la Caravelle, premier avion commercial à réaction français, sur la ligne Nice-Rome exploitée par Air France. Cette année marque le développement des vols internationaux depuis Nice et l'agrandissement des zones aéroportuaires les années suivantes[10].

#### Années 1960
- 1964 : le trafic commercial dépasse un million de passagers pour la première fois[11]. L'aéroport devient une première fois cette année le premier aéroport de province et le deuxième de France après Paris-Orly[10].

#### Années 1970
- 1972 : le cap des deux millions de passagers est franchi[11].

#### Années 1980
- 1983 : ouverture d'une seconde piste d'une longueur de 3 200 m après plusieurs années d'extension de la plateforme aéroportuaire et d'agrandissement des équipements[12]. L'année suivante, des lignes directes avec des pays du Moyen-Orient seront notamment créées par des compagnies internationales et françaises.
- 1986 : l'aéroport devient durablement le premier aéroport de province[13].
- 1987 : inauguration d'une seconde aérogare, le T2. L'année suivante, le cap des cinq millions de passagers est dépassé[13].

#### Années 1990
- 1991 : pour la première année, le nombre de passagers est en baisse par rapport à l'année précédente.
- 1997 : libéralisation de l'espace aérien européen qui va permettre la création de hubs et le développement de lignes européennes par des compagnies internationales. Le trafic augmente de près de 3 millions de passagers en quatre ans pour atteindre 9 millions en 2000 et un nombre record de 217 366 mouvements d'avions[14].
- 1998 : A l'image de la clientèle de l'aéroport, la compagnie aérienne française haut de gamme Fairlines, créée par François Arpels, l'un des héritiers de la famille de joailliers Van Cleef & Arpels, relie Nice à l'aéroport de Paris-Charles de Gaulle et Milan, en MD-81 transformé en 1 seule cabine haut de gamme de 72 passagers au lieu des 172 prévus avec salon à l'arrière des appareils, un service de bord luxueux avec caviar et champagne, groom pour les bagages, bagages illimités à bord des avions et service de limousine proposé[15].

#### Années 2000
- 2007 : le nombre de passagers commerciaux qui transitent par l'aéroport dépasse pour la première fois les 10 millions.
- 2012 : l'aéroport reçoit le label « Famille Plus »[16].
- 2013 : en avril, EasyJet devient le premier opérateur de la plateforme devant Air France.

#### Années 2010
- 2014 : mise en place d'un système autonome d'alimentation électrique pour diminuer l'utilisation des APU de l'aviation d'affaire sur les parkings[17]. Cette année, l'aéroport a été primé de la plus belle approche d'aéroport au monde selon un sondage PrivateFly après avoir été sélectionné par un panel d'experts internationaux de l'industrie du voyage[18], et reste dans le top 3 entre 2014 et 2019.
- 2015 : la plateforme aéroportuaire passe avec EDF un contrat d'achat d'électricité à 100 % énergie hydraulique dans le cadre du programme Airport Carbone Accreditation. La même année, elle inaugure des navettes électriques avec alimentation par biberonnage pour effectuer la liaison entre les deux terminaux et les parkings[17].
- 2016 : La société Aéroports de Nice Côte d'Azur est privatisée. Le groupe italien Atlantia SpA (devenu Mundys SpA en 2022) achète 62,51% du capital social [52,51 % en direct et via sa filiale Aeroporti di Roma 10 %). Il devient le premier aéroport français à obtenir l'accréditation Carbone niveau 3+[17].
- 2018 : le 4 octobre, l’aéroport reçoit l'Award du meilleur opérateur commercial aéroportuaire mondial de l’année[19]. Le 14 décembre, est inaugurée la desserte des terminaux 1 et 2 en tramway qui les relie directement aux quartiers littoraux de Nice[20].
- 2019 : ouverture historique le 2 août d'une ligne régulière entre la Chine et un aéroport de province avec 3 vols hebdomadaires entre Pékin et Nice, opérés par la compagnie chinoise Air China. Pendant la saison été, le cap des 60 compagnies aériennes en exploitation régulière et simultanée a été franchi pour la première fois. La plateforme a développé et lancé une solution inédite en France de self-connecting en proposant une combinaison de plus de 23 000 connexions par semaine avec les compagnies aériennes utilisant l'aéroport permettant aux voyageurs qui le désirent de transiter par Nice[21]. Le trafic commercial en 2019 a atteint 14 485 523 passagers, en progression de 4,6 %. Il établit ainsi un nouveau record annuel pour la plateforme. Le trafic commercial international représente 65 % du trafic commercial de la plateforme en 2019.

#### Années 2020
- 2020 : Le trafic aérien commercial de la plateforme connait une baisse sans précédent dans le contexte particulier de la pandémie de COVID-19. Le terminal 1 ferme ses portes le 16 mars 2020, le trafic se concentre uniquement sur le terminal 2[22]. La pandémie qui s'étend à tous les continents entraîne un ralentissement massif du trafic aérien mondial à la suite des décisions politiques internationales dans un contexte de restrictions sanitaires. En 2020, en raison de la pandémie de COVID-19, le trafic commercial s'effondre à 4 580 459 passagers mettant fin à neuf années consécutives de hausse. Il repart progressivement à la hausse en 2021 avec 6 540 424 passagers.
- 2021 : Le terminal 1 rouvre momentanément durant l'été 2021 pour absorber la reprise progressive du trafic[23] passagers commerciaux. Le mois de juillet connait à nouveau un trafic supérieur à 1 million de passagers pour la première fois depuis octobre 2019.
- 2022 : le terminal 1 rouvre le 27 mars 2022 après deux ans de fermeture due à la crise sanitaire[24].

### Catastrophe géologique du 16 octobre 1979
Le 16 octobre 1979, une partie du chantier de construction du nouveau port de Nice, au sud de la plateforme de l'aéroport de Nice, s'effondre en mer, provoquant la mort ou la disparition de neuf personnes. Cette catastrophe connue sous le nom de Tsunami de l'aéroport de Nice n'aura pas d'incidence importante sur le développement de la plateforme aéroportuaire mais fera abandonner le projet de construction d'un nouveau port de commerce à Nice.

## Infrastructures

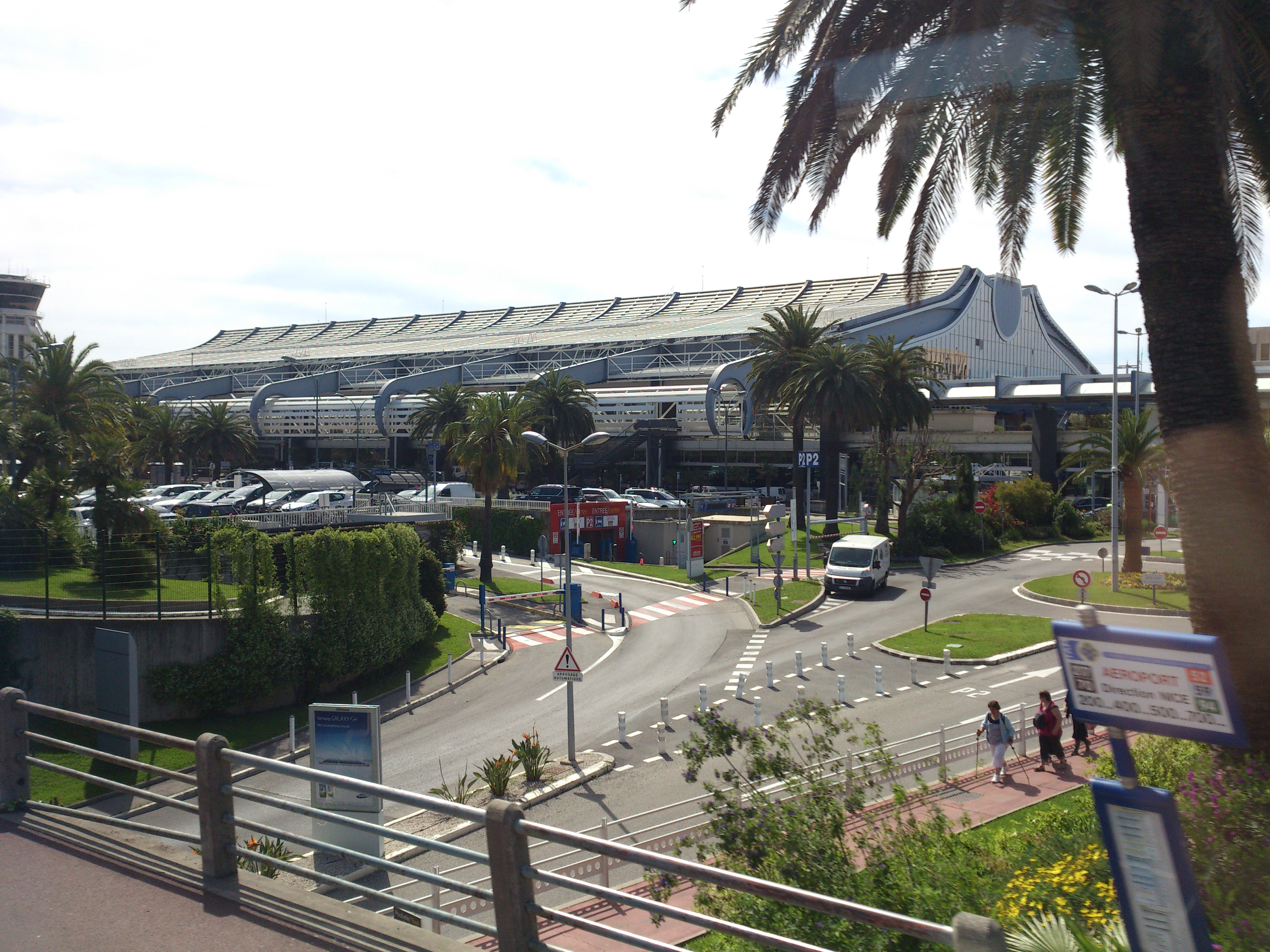
Le terminal 1.

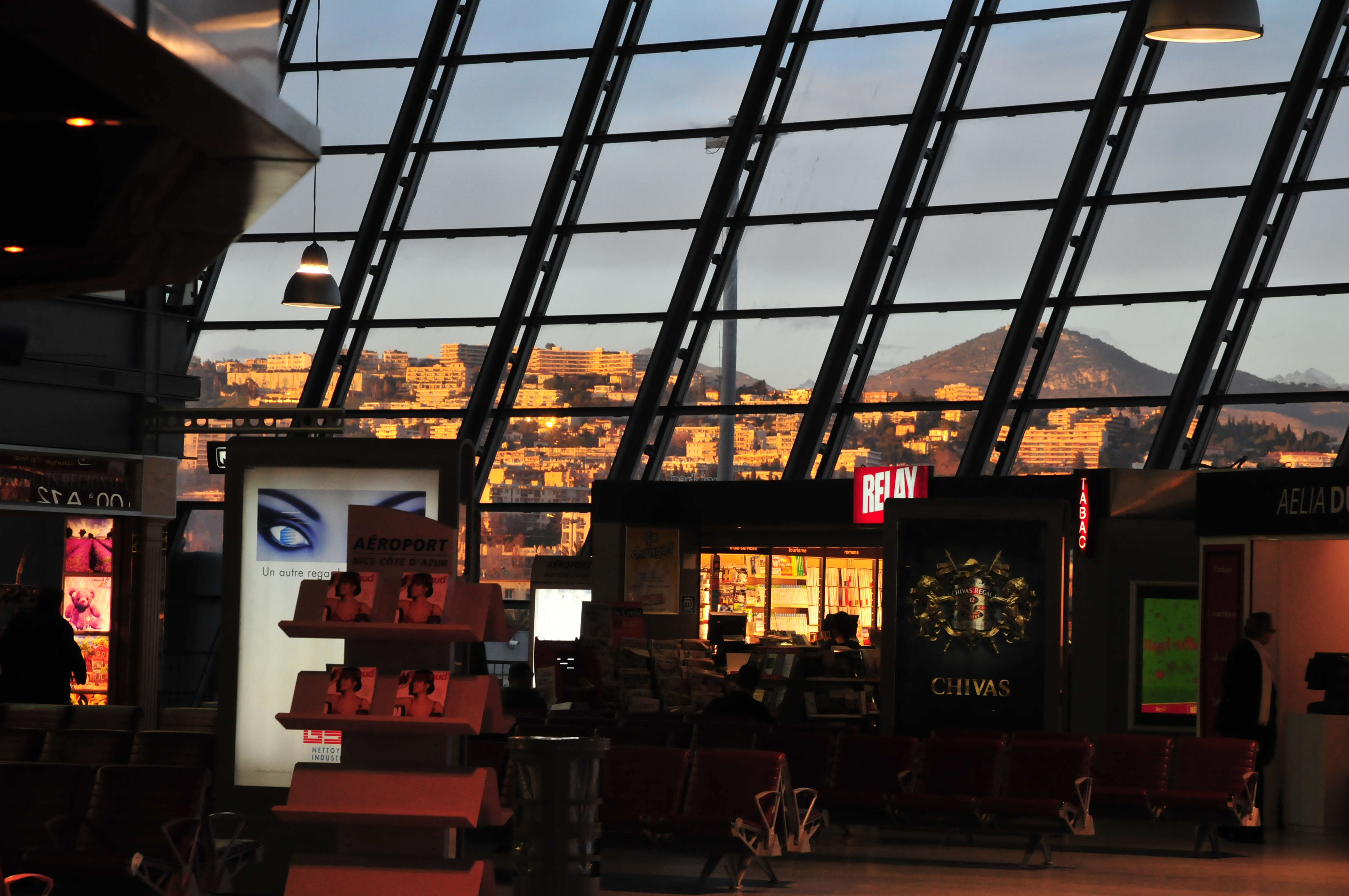
Intérieur du terminal 2.

L'aéroport de Nice-Côte d'Azur couvre une superficie de 370 hectares, dont :
- 270 hectares réservés aux pistes : (deux pistes parallèles orientées 044°/224° séparées de 309,5 mètres) ;
- 100 hectares réservés aux installations terminales : deux terminaux passagers ;
- 1 terminal fret ;
- 1 terminal d'aviation d'affaires ;
- deux terminaux passagers, ouverts tous les deux au trafic national, Schengen et non-Schengen. Un des architectes du terminal 2 est Paul Andreu, qui a aussi dessiné les terminaux de Roissy Charles de Gaulle ;
- de 131 à 173 postes avions en configurations optimisées selon la taille des avions :
  - Terminal 1 : 52 000 m2 :
    - 8 passerelles télescopiques
    - 25 portes d'embarquement
    - capacité : 5,5 millions de passagers,

  - Terminal 2 : 57 800 m2
    - 14 passerelles télescopiques et vitrées
    - 29 portes d'embarquement
    - capacité : 8,5 millions de passagers.

Capacité théorique :
- 14 millions de passagers ;
- 60 mouvements par heure (30 atterrissages par heure + 30 décollages) ;
- Terminal fret : 30 000 tonnes par an.

En septembre 2011, la passerelle 54 a été inaugurée dans le prolongement du terminal 2, destinée à accueillir de manière plus adéquate les très gros porteurs. Un A380 de l'avionneur Airbus a participé à cette inauguration.
Les travaux de restructuration des terminaux 1 et 2 se sont achevés respectivement en 2016 en 2017 permettant de réaménager les flux et d'augmenter les capacités de traitement des passagers en portant l'accueil à 5,5 millions de passagers théoriques au terminal 1 et à 8,5 millions de passagers théoriques au terminal 2. Ces travaux ont également permis de modifier l'agencement pour un meilleur confort des usagers et de doubler l'offre commerciale et de restauration des terminaux.
Une extension du terminal 2 est prévue sur une zone déjà bitumée et viabilisée pour permettre d’accueillir dans des conditions de service optimales 4 millions de passagers supplémentaires avec une livraison progressive entre 2025 et 2026.
L'aéroport décroche la première place du palmarès PrivateFly 2014, en étant distingué de la plus belle approche d'aéroports au monde parmi plus de 200 destinations en compétition.
En 2018, il figure dans le Top 3 des plus belles approches d'aéroports au monde pour la cinquième année consécutive.

## Administration
L'aéroport a été administré jusqu'en 2008 par la Chambre de commerce et d'industrie de Nice-Côte d'Azur à qui l'État l'avait concédé en 1956.
Cette concession a été transférée le 25 juillet 2008 à la société anonyme Aéroports de la Côte d'Azur (ACA), créée à cet effet le 28 décembre 2006. La société exploite également l'aéroport de Cannes - Mandelieu et a également racheté en 2013 l'aéroport du Golfe de Saint-Tropez.
Le capital de la société ACA est détenu à 60 % par l'État, à 25 % par la Chambre de commerce et d'industrie Nice-Côte d'Azur, à 5 % par le conseil régional de Provence-Alpes-Côte d'Azur, à 5 % par le conseil général des Alpes-Maritimes et à 5 % par la métropole Nice Côte d'Azur.
Le président du directoire de la société est Franck Goldnadel.
En 2016, la Société des aéroports de la Côte d’Azur a été privatisée : le consortium Azzura Aeroporti formé par le groupe italien Atlantia SpA (devenu Mundys SpA en 2022, 62,51 % du capital social [52,51 % en direct et via sa filiale Aeroporti di Roma 10 %), Électricité de France via EDF Invest (24,99 %) et la principauté de Monaco (17,5 % depuis 2017) détient 64 % du capital d’Aéroports de la Côte d’Azur ; la Chambre de commerce et d’industrie Nice-Côte d’Azur 25 % ; la Caisse des dépôts et consignation 8 % ; la région Sud, le département des Alpes Maritimes et la métropole Nice Côte d’Azur chacun 1%.
Conscient de l’actif exceptionnel que représente Aéroports de la Côte d’Azur, le Consortium s’engage à être un levier du développement du Groupe et des territoires où il exerce son activité.
Les services de la navigation aérienne sont rendus par le Service de la Navigation Aérienne Sud-Est (SNA/SE), dépendant de la direction générale de l'Aviation civile. Le SNA/SE est chargé de la fourniture des services de la circulation aérienne au profit des aéroports de Nice Côte d'Azur, Cannes Mandelieu, Bastia Poretta, Ajaccio Napoléon Bonaparte, Calvi-Sainte-Catherine, Figari Sud Corse.
En 2020, Franck Goldnadel nommé le président du directoire de l'aéroport, un poste qu'il occupe toujours en juillet 2024,.

## Approche
Nice-Côte d'Azur a été construit sur une zone partiellement gagnée sur la mer située dans le prolongement de la promenade des Anglais, le long du Var dans le quartier de l'Arénas. Sa situation géographique particulière assure aux passagers un atterrissage spectaculaire longeant le littoral de la Côte d'Azur avec une vue imprenable sur les îles, les baies, les plages, les montagnes enneigées l'hiver, et l'agglomération qui offre une image féerique la nuit. L'atterrissage se termine par un vol à très faible altitude au-dessus de la mer avant de finalement toucher terre.
L'approche face à l'Est, la plus courante, évite pour des raisons environnementales les principales agglomérations de Cannes, Vallauris et Antibes (centre-ville et le Cap) et longe le cap d'Antibes avant de virer vers la piste, elle est utilisée par temps clair (68 % des approches). Si les minima de visibilité ne sont pas réunis l'approche se fait en approche directe (16 % du temps). Par vent d’ouest, l'approche face à l'Ouest (16 %) s'approche de la côte en longeant le cap Ferrat et le mont Boron avant de finir en virage pour atteindre la piste.
L'aéroport décroche la première place du palmarès PrivateFly 2014, en étant distingué de la plus belle approche d'aéroports au monde parmi plus de 200 destinations en compétition.
En 2018, il figure dans le Top 3 des plus belles approches d'aéroports au monde pour la cinquième année consécutive.

### Procédures d'approche
- En configuration 04 :

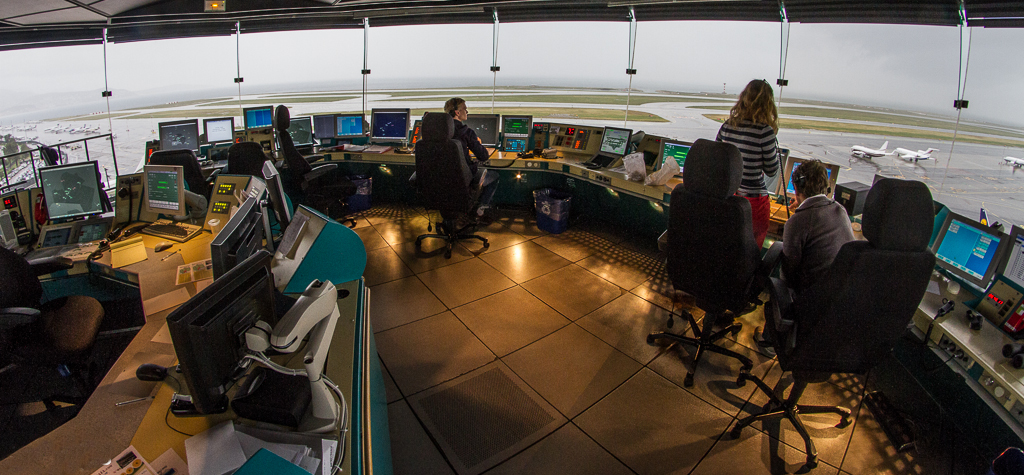
Vue de la tour de contrôle de l'aéroport.

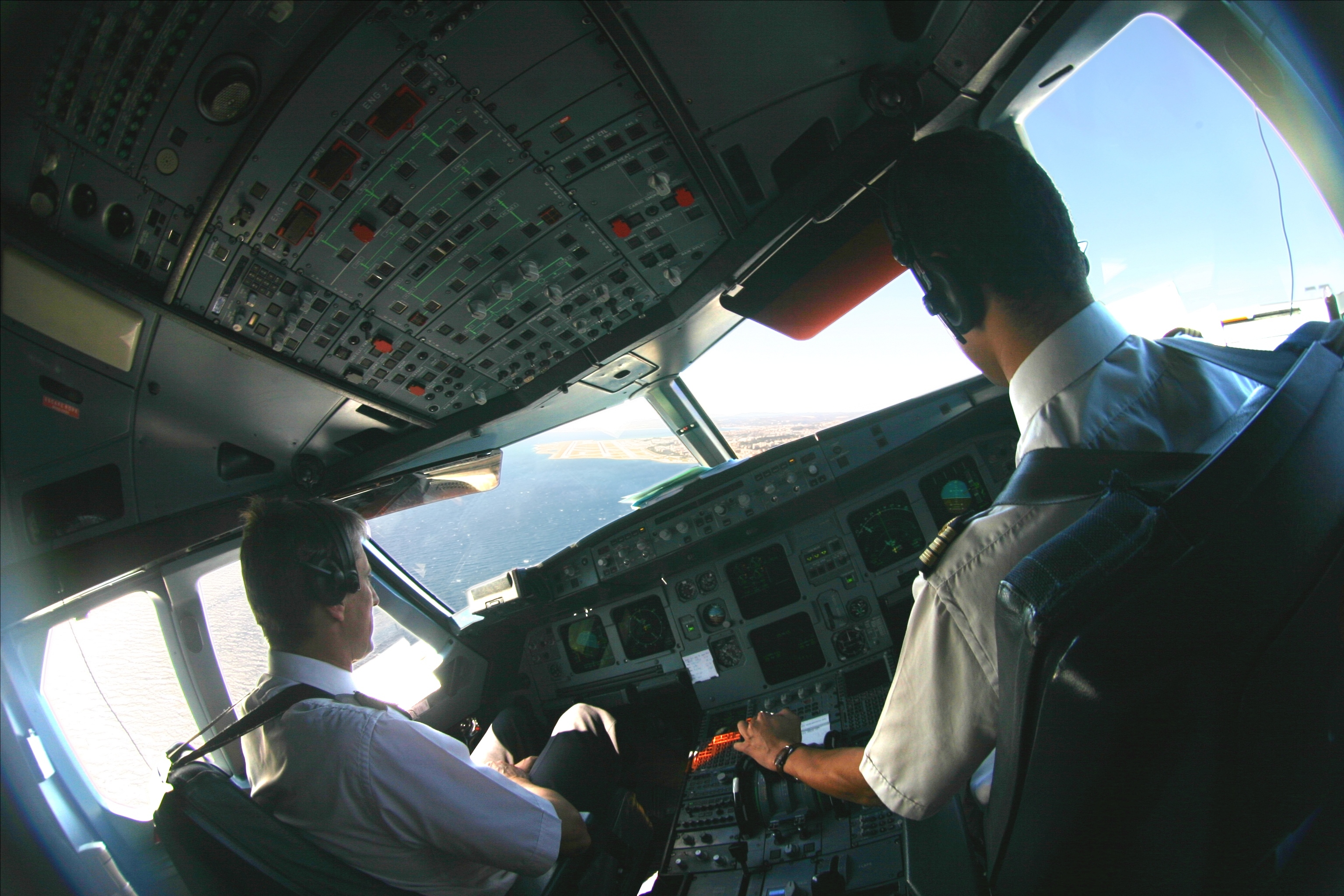
Vue du cockpit d’un appareil pendant le dernier virage vers la piste 22R.

  - La procédure RNP A suivie de VPT A. Elle est devenue l'approche préférentielle en QFU 04L et 04R en remplacement de l'approche VOR A. Elle est conçue pour éviter le survol d'Antibes et est utilisée par beau temps (visibilité supérieure à 10 km, plafond nuageux supérieur à 2 500 pieds) soit 68 % du temps.
  - La procédure RNP Z est utilisée quand les conditions météorologiques ne permettent pas la mise en œuvre de la procédure RNP A et est utilisée environ 16 % du temps
- En configuration 22 :
  - La procédure RNP D est utilisée par vent d'ouest avec des minima à 1 260 pieds plafond et 5 000 mètres visibilité, néanmoins cela s'avère toujours insuffisant lors de mauvaises conditions météo (vent du sud-ouest et plafond bas). Il faudrait pour cela développer une approche RNP "à courbe", ces approches RNP sont dites à autorisation requise.

En très bonnes conditions météo, une approche à vue peut être effectuée soit sur demande du pilote soit sur proposition du contrôleur en fonction du trafic à l'arrivée et au départ. L'approche à vue est disponible en configuration 04 ou 22.
Cette approche apporte généralement un gain de temps d'approche, surtout pour l'approche 22L/R. Les pilotes veilleront à rester au-dessus de la mer et de ne pas survoler le cap d'Antibes (04L/R) et le cap Ferrat (22L/R). Elle est fréquemment demandée par les pilotes.

## Conditions particulières d'exploitation

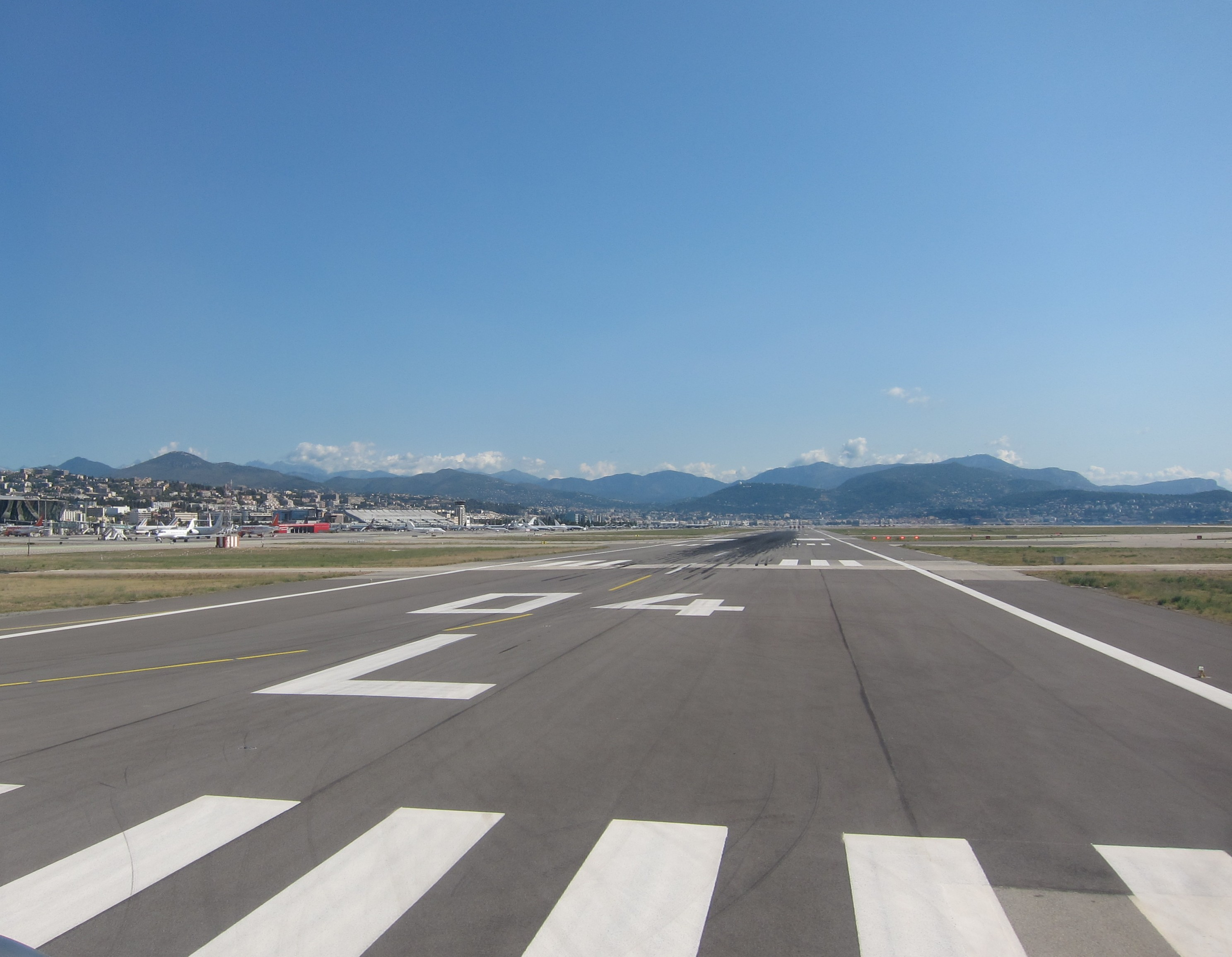
Le seuil de la piste 04L de l'aéroport.

La proximité de la ville de Nice et du relief montagneux, de même que les contraintes d'environnement imposent des conditions d'exploitation particulières.
Contrairement à l'immense majorité des aéroports possédant deux pistes parallèles, à Nice, pour des raisons de bruit, la piste d'atterrissage est la piste la plus proche des terminaux (04L/22R). Ceci implique que les avions au départ doivent traverser la piste utilisée à l'atterrissage pour se rendre vers la piste de décollage.
Compte tenu de la topographie locale, la quasi-totalité des guidages radar afin de séquencer les avions en approche à Nice et Cannes sont effectués au-dessus de la mer. Les normes radar appliquées par les contrôleurs aériens sont les suivantes : 3 NM (1 mille nautique = 1,852 km) horizontalement ou 1 000 ft (1 pied = 30 cm) verticalement.
Les contrôleurs disposent d'un radar primaire sur le terrain (l'ancien, démantelé était à proximité du T2 et le nouveau, à proximité de l'Homme de Pierre, entre les deux aérogares) couplé avec un radar secondaire mode S et d'un radar secondaire monopulse situé à Caussols, aux Hauts-Montets.
Les contrôleurs aériens de la tour de Nice assurent les services du contrôle d'approche pour les aéroports de Nice, Cannes, et de Saint-Tropez La Môle.
L'aéroport de Nice peut accueillir tous types de trafic, du plus modeste monomoteur aux plus gros et modernes quadri-réacteurs comme l'A380, l'A340 ou le B747. Il a reçu de nombreux vols spéciaux Concorde à l'occasion du Grand Prix de Monaco.
Au sud des pistes se situe la zone hélicoptère, dénommée « Aire Mike » et qui est la plus grande d'Europe (pour les installations civiles). La ligne aérienne avec Monaco est la première au monde en nombre de passagers.
Autre particularité de l'aéroport de Nice : les pompiers disposent d'une vedette pour le secours aux victimes d'un crash en mer.

## Procédures de décollage et nuisances sonores
Le 10 avril 2008, une nouvelle procédure de décollage avait été mise en place. Les avions, qui auparavant viraient vers le large juste après le décollage, traversaient désormais une partie de la baie des Anges et tournaient vers la mer à hauteur de l'hôpital Lenval. Cette nouvelle procédure, plus bruyante, suscita les plaintes des riverains. Le maire de Nice Christian Estrosi réclama alors un retour à la situation précédente auprès du secrétariat d'État aux Transports. Finalement, le 17 décembre 2009, en accord avec la direction générale de l'Aviation civile, la procédure initiale fut rétablie.

## Caractéristiques de trafic

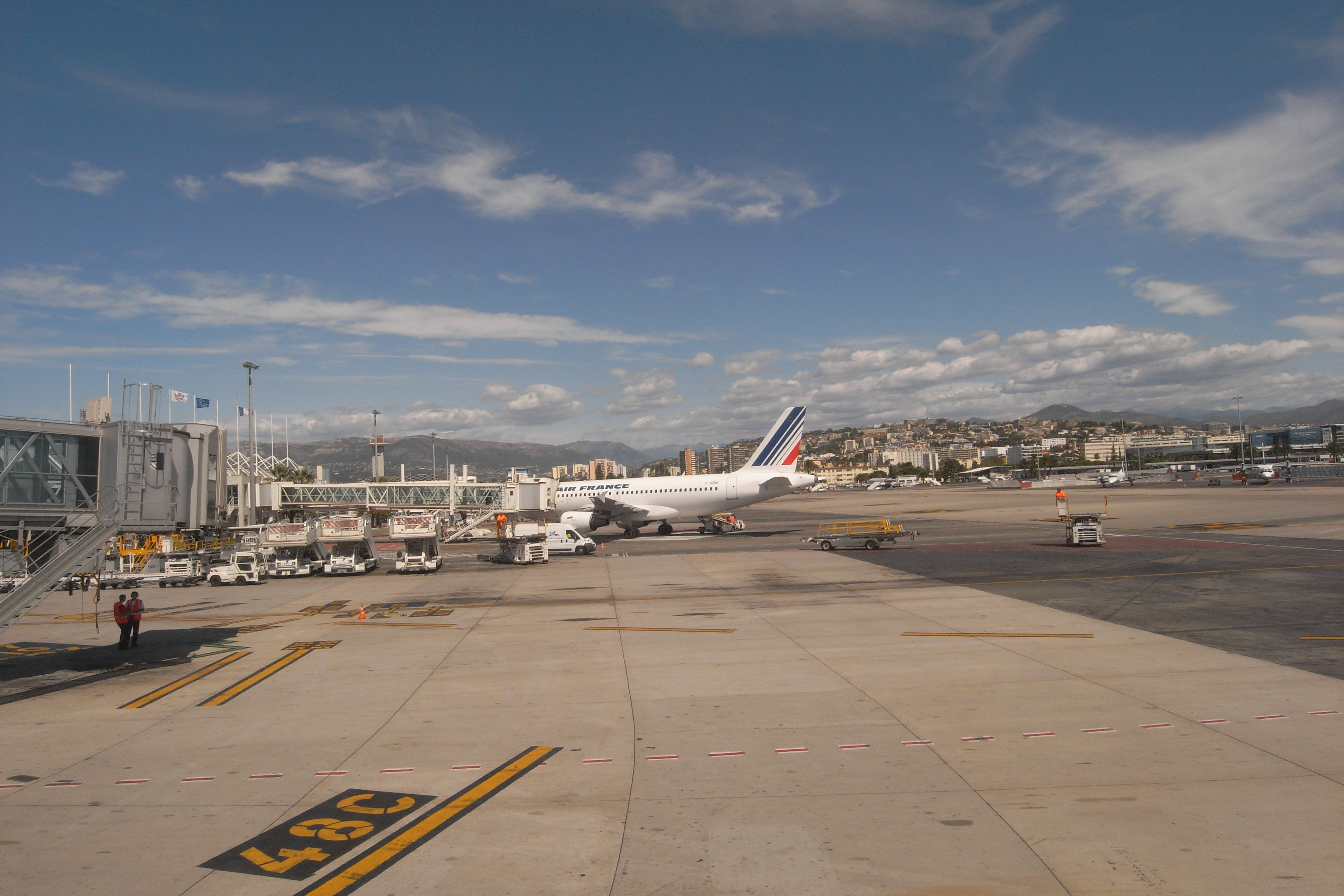
Un avion Air France en stationnement au terminal 2.

La majorité des aéroports internationaux et régionaux français sont desservis à partir de Nice par Air France ou ses filiales. Après les faillites des compagnies aériennes Air Littoral, AOM, Air Liberté, Swissair et Sabena, le trafic de l'aéroport de Nice a baissé. Depuis 2004, le trafic augmente à nouveau grâce notamment à l'expansion de la compagnie low-cost EasyJet et d'autres compagnies à bas coûts.
Une caractéristique intéressante du trafic de la plateforme niçoise est la part très importante que tiennent les vols privés : environ 20 % du trafic est composé de vols d'affaires : deux parties de l'aéroport sont réservées au stationnement des avions d'affaires (le gabarit de ces avions varie entre de petits monomoteurs et des Boeing 747 ou Airbus A340 privés).
En ce sens, avec 35 662 mouvements en 2018, l'aéroport niçois se classe en deuxième position européenne depuis 2017 en nombre de mouvements en matière d'aviation d'affaires derrière l'aéroport de Paris-Le Bourget et devant l'aéroport de Genève Cointrin. Il est le premier en Europe quant à la fréquentation sur ce secteur d'activité pendant la période estivale.
Il devient également en 2019, sur le deuxième trimestre, la première destination européenne et la troisième destination mondiale sur ce secteur d'activité, après les aéroports de New-York et Washington. La société de conseil britannique Knight Frank indiquait déjà dans son étude publiée pour l'année 2013 que la route Moscou-Nice était la plus fréquentée au monde concernant les vols privés et plaçait la route Nice-New York à la plus forte progression.
Un grand nombre de navettes sont assurées par hélicoptère entre Nice et Monaco par des sociétés spécialisées : 24 relations aller-retour quotidiennes en moyenne.
Les principales évolutions de trafic des dernières années sur les différentes régions :
- Europe

Durant la saison estivale 2017, Norwegian Air Shuttle a utilisé des Dreamliner B787-8 et B787-9 sur la ligne régulière Oslo-Nice sur cinq de ses treize vols hebdomadaires entre les deux cités.
Durant l'été 2017 et une partie de l'été 2018, British Airways a exploité des B767 concernant deux des six vols quotidiens de la compagnie entre Londres-Heathrow et la cité azuréenne. British Airways retire progressivement ses B767 de la flotte. Depuis le 31 juillet 2018, la compagnie n'utilise plus de B767 entre Londres-Heathrow et Nice-Côte d'Azur. En 2019, la compagnie augmente nettement ses fréquences pour atteindre jusqu'à 9 vols par jour entre Londres-Heathrow et l'aéroport niçois.
- Amérique du Nord

Delta Air Lines relie quotidiennement New York à la capitale azuréenne en B767-400ER. La compagnie a inauguré la liaison transatlantique le 1er novembre 1991 et indique avoir transporté plus de 2,3 millions de passagers entre les deux villes à fin 2016. Depuis 2017, la liaison est assurée en période estivale. Depuis mi-août jusqu’à la fin septembre 2022, Delta Air Lines a assuré la liaison à l’aide d’un Airbus A330-300 de 293 places. Delta Air Lines rouvrira également de manière saisonnière, la ligne de Nice vers son hub d’Atlanta de manière quotidienne en Boeing B767-400ER.
Air Transat et, depuis mai 2014, Air Canada Rouge relient en saisonnier Nice à Montréal respectivement 3 et 5 fois/semaine. Air Transat assure la ligne avec un Airbus A321LR depuis juin 2019 en remplacement de l'Airbus A310-300.
En 2024, Air Transat faisait ses rotations la semaine en A321-271NX, et le dimanche en A330-243 sur la saison Estival.
À partir de l’été 2022, Air Canada remplace Air Canada Rouge et utilise un Airbus A330-300 de 292 sièges en remplacement du B767-300ER.
Sur l'année 2024. Air Canada a mis en place un 787-8, qui a été remplacé ensuite par un Airbus A330-343.
Depuis le 6 mai 2019, La Compagnie a ouvert une liaison transatlantique assurée en saison estivale, la deuxième vers les États-Unis, et utilise un B757-200 sur la ligne Nice - Newark près de New-York, puis un Airbus A321neo à partir de leur retour sur la plate-forme niçoise en 2022. La liaison effectuée uniquement en classe affaires est assurée cinq fois par semaine.
À partir de mai 2022, United Airlines annonce à son tour ouvrir un vol saisonnier quotidien entre Newark près de New-York et Nice, ce qui en ferait le troisième opérateur en direction des États-Unis. La liaison serait effectuée en B767-300ER de 167 places dont 46 en classe affaire United Polaris, ciblant à son tour une clientèle Business. À partir du 25 mai 2025, United Airlines opérera sa deuxième liaison avec Nice à destination de Washington D.C, également en B767-300ER.
De manière exceptionnelle, Air France annonce qu’elle opérera des vols spéciaux depuis Los Angeles vers Nice en Airbus A350 pour à l’occasion du Festival de Cannes en mai 2023, et depuis New York JFK vers Nice en juin 2023.
Durant l’été 2023, la compagnie American Airlines annonce à son tour l’ouverture d’une liaison directe depuis les États-Unis vers Nice, cette fois-ci depuis l’aéroport de Philadelphie en Pennsylvanie. Cette ligne sera opérée quotidiennement durant la saison estivale à l’aide d’un Boeing 787 à partir du 6 mai 2024.
L’aéroport de Nice avait également communiqué sur le projet d’une ligne directe entre Nice et l’aéroport de Miami qui devrait ouvrir dans les prochaines années.
- Asie (Proche et Moyen-Orient)

La compagnie israélienne El Al assure des liaisons régulières vers l’aéroport Ben Gourion de Tel Aviv en Boeing B737-800.
En direction du Liban la compagnie MEA assure une ligne saisonnière en direction de l’aéroport de Beyrouth par le moyen d’un monocouloir d’Airbus.
Présente à Nice depuis 1994, la compagnie Emirates propose un vol quotidien vers Dubaï. La compagnie a utilisé au fil des années des avions de plus grande taille, successivement en Airbus A330, Airbus A340, B777-200 puis B777-300ER. Depuis le 1er juillet 2017, Emirates utilise l'Airbus A380-800, uniquement en haute saison, pour assurer sa desserte quotidienne de Dubaï. Il s'agit de la première compagnie régulière à utiliser un A380 sur le tarmac de Nice. L'embarquement s'effectue au T2 à l'emplacement de la passerelle 54 dédiée notamment aux gros-porteurs à double-pont. Depuis le 2 juillet 2021, Emirates a rétabli la liaison Nice - Dubaï, interrompue en raison de la pandémie de Covid-19. Pendant deux ans après le rétablissement de la route, la compagnie a assuré cette liaison avec un Boeing B777-300ER, puis a réservé l’utilisation de l’Airbus A380-800 aux périodes de haute saison. À compter du 31 mars 2024, Emirates opère désormais l’Airbus A380-800 sur cette route de manière continue, tout au long de l'année.
Qatar Airways, qui exploitait 3 vols par semaine vers Doha via Milan jusqu'au mois de mai 2013, a repris la liaison directe depuis le 4 juillet 2017 avec 5 vols hebdomadaires d'abord assuré en Boeing 787-8 Dreamliner puis, depuis mars 2019, en A350-900 en haute saison, s'agit du premier de ce type à atterrir dans un aéroport de province. En saison hivernale, la liaison est exploitée soit en Boeing B787-8, soit en Airbus A350-900. Depuis l'été 2024, Qatar Airways opère 7 vols hebdomadaires en haute saison.
En juin 2019, Kuwait Airways a ouvert Nice - Koweït et utilise un Boeing B777-300ER de 334 places pour assurer la liaison deux fois par semaine durant la saison estivale. Cette liaison est assurée en triangulaire avec Paris-CDG dans le sens Koweït-CDG-Nice-Koweït. Kuwait Airways reprendra sa rotation niçoise en haute saison 2022 à l’aide d’un Airbus A330-200 dans le sens triangulaire KWI-NCE-CDG-KWI.
En 2024, Kuwait reprend ses liaisons en B777-300ER toujours en liaison triangulaire en juillet KWI-NCE-CDG-KWI, puis la rotation change vers août en faisant KWI-CDG-NCE-KWI.
Depuis l’été 2022 Gulf Air dessert l’aéroport de Nice en Airbus A321neo depuis Manama avec une escale à Milan.
La compagnie nationale d’Arabie saoudite, Saudia, assure depuis juin 2023 la ligne saisonnière Nice - Riyad à raison de 3 vols par semaine, avec un Airbus A320 durant la saison de 2023, et à présent un Airbus A330-300, et ce pour les années à venir.
- Asie (Extrême-Orient)

Depuis le 2 août 2019, Air China exploite en saisonnier une liaison régulière Pékin - Nice en Airbus A330-200 de 227 sièges avec trois vols par semaine. Cette ligne est suspendue pour cause de pandémie de Covid-19.
De plus l’aéroport de Nice sert de point départ vers le centre spatiale de Kourou en Guyane française pour les satellites fabriqués dans la région cannoise, ce transport est généralement réalisé par l’Antonov AN-124. Cette liaison fut exceptionnellement effectuée par un C-5 Galaxy de l’US Air Force au cours de l’année 2022.

## Compagnies et destinations

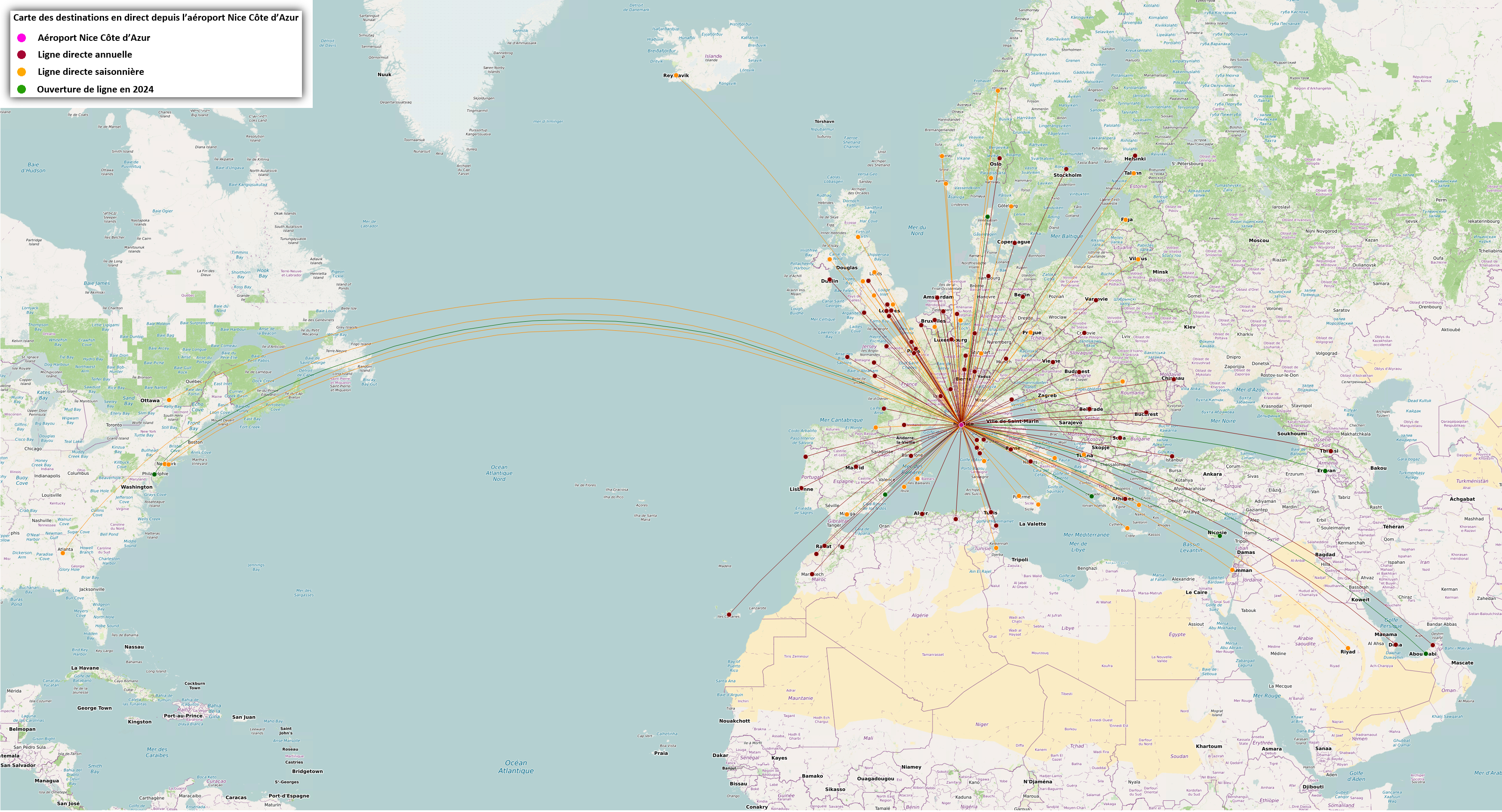
Carte des destinations à l'aéroport Nice Côte d'Azur (grand format)

Le trafic de la plateforme présente deux saisons particulières : la saison été d'avril à fin octobre, puis la saison hiver de novembre à fin mars. La saisonnalité dite estivale peut être plus ou moins durable selon les compagnies.
Quelques chiffres à propos de la saison été 2024 :
- 167 lignes aériennes régulières sur 114 destinations desservies dans 42 pays, dont 11 lignes long-courrier régulières sur 9 destinations desservies ;
- 54 compagnies aériennes régulières desservent l'aéroport ;
- 1 368 fréquences hebdomadaires au plus fort.

Quelques chiffres à propos de la saison hiver 2024-2025 :
- 110 lignes aériennes régulières sur 77 destinations desservies dans 36 pays ;
- 43 compagnies aériennes régulières desservent l'aéroport ;
- 958 fréquences hebdomadaires au plus fort.

### Passagers
| Compagnies                    | Destinations |
| ----------------------------- | --- |
| Aegean Airlines               | Athènes E.-Venizélos |
| Aer Lingus                    | Dublin |
| Air Algérie                   | Alger-Houari-Boumédiène, Constantine-Mohamed-Boudiaf |
| Air Arabia Maroc              | Fès-Saïss |
| airBaltic                     | Riga En saison: Tallinn, Vilnius |
| Air Canada                    | En saison: Montréal (P.-E.-Trudeau) |
| Air Corsica                   | Ajaccio-Napoléon-Bonaparte, Bastia-Poretta, Calvi Sainte-Catherine, Figari Sud Corse, Florence-Peretola |
| Air Dolomiti                  | Munich-F. J. Strauß |
| Air France                    | Londres-Heathrow, Lyon-Saint-Exupéry, Paris-Charles de Gaulle, Paris-Orly (fin le 28 mars 2026) |
| Air Serbia                    | Belgrade-Nikola-Tesla |
| Air Transat                   | En saison: Montréal (P.-E.-Trudeau) |
| Chalair Aviation              | En saison: Brive-Souillac |
| American Airlines             | En saison : Philadelphie |
| Animawings                    | En saison : Bucarest-H. Coandă |
| Austrian Airlines             | Vienne-Schwechat |
| British Airways               | Londres-City, Londres-Heathrow En saison: Londres-Gatwick, Londres-Stansted |
| Brussels Airlines             | Bruxelles-National |
| Delta Air Lines               | En saison: Atlanta H.-Jackson, New York-John F. Kennedy |
| easyJet                       | - Agadir-Al Massira, - Amsterdam, - Athènes E.-Venizélos, - Bâle-Mulhouse, - Barcelone-El Prat, - Berlin-Brandebourg, - Bordeaux-Mérignac, - Bristol, - Bruxelles-National, - Düsseldorf, - Genève-Cointrin, - Lille Lesquin, - Lisbonne-H. Delgado, - Londres-Gatwick, - Londres-Luton, - Madrid-Barajas, - Manchester, - Marrakech-Ménara, - Nantes-Atlantique, - Naples-Capodichino, - Paris-Charles de Gaulle, - Paris-Orly, - Porto-F. Sá-Carneiro, - Prague-Václav-Havel, - Rabat-Salé, - Rennes-Saint-Jacques, - Rome Léonard-de-Vinci/Fiumicino, - Strasbourg, - Ténériffe-Sud Reine Sofia, - Toulouse-Blagnac, - Venise - Marco Polo En saison : - Alicante-Elche, - Bari-Karol Wojtyła, - Belfast, - Biarritz-Pays Basque, - Santorin, - Céphalonie, - Édimbourg, - Hurghada, (débute le 26 octobre 2025) - Ibiza, - La Canée I.-Daskaloyánnis, - Lanzarote-Arrecife, - Lamezia Terme, - Liverpool-J.-Lennon, - Malaga-Costa del Sol, - Malte, - Mykonos, - Newcastle, - Olbia-Costa Smeralda, - Palerme Falcone-Borsellino, - Palma de Majorque, - Rovaniemi, - Tel Aviv - Ben Gourion |
| El Al                         | En saison: Tel Aviv - Ben Gourion |
| Emirates                      | Dubaï |
| Etihad Airways                | En saison: Abou Dabi |
| Eurowings                     | Berlin-Brandebourg, Cologne/Bonn-K. Adenauer, Düsseldorf, Hambourg-H.-Schmidt En saison: Nuremberg-A. Dürer, Prague-Václav-Havel, Stockholm-Arlanda, Stuttgart |
| Finnair                       | Helsinki-Vantaa |
| FlyOne                        | Chișinău En saison: Erevan-Zvarnots |
| Georgian Airways              | Tbilissi-C. Roustavéli |
| Gulf Air                      | En saison: Manama-Bahreïn, Milan-Malpensa |
| Heli Air Monaco               | Monaco |
| Iberia                        | Madrid-Barajas En saison: Ibiza, Malaga-Costa del Sol, Palma de Majorque |
| Icelandair                    | En saison: Reykjavik-Keflavík |
| ITA Airways                   | Rome Léonard-de-Vinci/Fiumicino |
| Jet2.com                      | En saison: Birmingham, Leeds-Bradford, Londres-Stansted, Manchester |
| KLM                           | Amsterdam |
| Kuwait Airways                | En saison: Koweït |
| La Compagnie                  | En saison: Newark-Liberty, Paris-Orly |
| LOT Polish Airlines           | Varsovie-Chopin |
| Lufthansa                     | Francfort, Munich-F. J. Strauß |
| Luxair                        | Luxembourg-Findel |
| Middle East Airlines          | En saison: Beyrouth-Rafic Hariri |
| Monacair                      | Monaco |
| Norwegian Air Shuttle         | - Copenhague-Kastrup, - Oslo-Gardermoen, - Stockholm-Arlanda En saison: - Aalborg, - Bergen, - Göteborg, - Helsinki-Vantaa, - Stavanger, - Trondheim |
| Nouvelair Tunisie             | Monastir, Tunis-Carthage |
| Pegasus Airlines              | Istanbul-S. Gökçen |
| Qatar Airways                 | Doha-Hamad |
| Royal Air Maroc               | Casablanca-Mohammed-V |
| Ryanair                       | Dublin, Londres-Stansted |
| Saudia                        | En saison: Riyad-roi Khaled |
| Scandinavian Airlines         | Copenhague-Kastrup, Oslo-Gardermoen, Stockholm-Arlanda En saison : Göteborg, Stavanger |
| Swiss International Air Lines | Genève-Cointrin, Zurich |
| TAP Air Portugal              | Lisbonne-H. Delgado |
| TAROM                         | Bucarest-H. Coandă |
| Transavia                     | Amsterdam En saison: Eindhoven |
| Transavia France              | Alger-Houari-Boumédiène, Dakar-B. Diagne, Paris-Orly, (débute le 29 mars 2026) Tunis-Carthage En saison : Monastir |
| Tunisair                      | Monastir, Tunis-Carthage En saison: Djerba-Zarzis |
| Turkish Airlines              | Istanbul |
| Twin Jet                      | Toulouse-Blagnac, Venise - Marco Polo |
| United Airlines               | En saison: Newark-Liberty, Washington-Dulles |
| Volotea                       | - Bordeaux-Mérignac, - Brest-Bretagne, - Caen, - Lille Lesquin, - Luxembourg-Findel, - Nantes-Atlantique, - Strasbourg En saison: Charleroi Bruxelles-Sud, Venise - Marco Polo |
| Vueling                       | Barcelone-El Prat |
| Widerøe                       | En saison: Bergen, Sandefjord-Torp |
| Wizz Air                      | - Belgrade-Nikola-Tesla, - Bucarest-H. Coandă, - Budapest-Ferenc Liszt, - Cracovie-Jean-Paul II, - Rome Léonard-de-Vinci/Fiumicino, - Sofia-Vrajdebna, - Tirana-Mère-Teresa, - Wrocław-N. Copernic, - Varsovie-Chopin, - Vienne-Schwechat En saison: Cluj-Napoca |

Actualisé le 04/06/2025
Le Terminal 1 accueille les compagnies Aegean Airlines, Aer Lingus, Air Arabia, Air Baltic, Air Canada, Air Transat, American Airlines, Austrian Airlines, British Airways, Brussels Airlines, EI AI, Etihad Airways, Eurowings, Flyone, Gulf Air, Iberia, Icelandair, Jet2.com, Kuwait Airways, LOT Polish Airlines, Lufthansa, Luxair, Norwegian, Nouvelair Tunisie, Pegasus Airlines, Qatar Airways, Ryanair, Swiss, TAP Air Portugal, Transavia, Turkish Airlines, United et Vueling.
Le Terminal 2 accueille les compagnies Air Algérie, Air Corsica, Air France, Air Serbia, Delta Airlines, Eastern Airways, EasyJet, Emirates, Finnair, Georgian Airways, ITA Airways, KLM, La Compagnie, Royal Air Maroc, SAS, Saudia, TAROM, Tunisair, Twin Jet, Universal Air, Volotea, Widerøe et Wizz Air.

### Cargo
Un Antonov 124 effectue occasionnellement des rotations à l'aéroport de Nice. Le cargo de construction ukrainienne effectue principalement des venues pour charger des pièces aérospatiales ou des satellites construits au sein de l'entreprise du secteur de l'industrie spatiale Thales Alenia Space basée à Cannes près de Nice.
ASL Airlines France opère régulièrement des vols cargos en Boeing B737 aménagé pour le fret.

## Statistiques
Un nouveau record mensuel de passagers a été établi en juillet 2019 avec 1 687 848 passagers (départs + arrivées). Le précédent record avait été établi en juillet 2018 avec 1 632 738 passagers commerciaux.
Le dernier record hebdomadaire de passagers connu a été établi lors de la semaine du 15 au 21 juillet 2019 avec 388 547 passagers commerciaux.
Le dernier record journalier de passagers connu a été établi le dimanche 28 juillet 2019 avec 59 482 passagers commerciaux.

### Évolution en graphique
Le graphique qui aurait dû être présenté ici ne peut pas être affiché car il utilise l'ancienne extension Graph, désactivée pour des questions de sécurité. Des indications pour créer un nouveau graphique avec la nouvelle extension Chart sont disponibles ici.

Voir la requête brute et les sources sur Wikidata.

#### Zoom sur l'impact du covid de 2019-2020
Le graphique qui aurait dû être présenté ici ne peut pas être affiché car il utilise l'ancienne extension Graph, désactivée pour des questions de sécurité. Des indications pour créer un nouveau graphique avec la nouvelle extension Chart sont disponibles ici.

Voir la requête brute et les sources sur Wikidata.

#### En tableau
| Année | Nombre de passagers | Variation |
| ----- | ------------------- | --------- |
| 2000  | 9 445 278           |           |
| 2001  | 9 042 575           | - 4,3 %   |
| 2002  | 9 236 140           | + 2,1 %   |
| 2003  | 9 183 809           | - 0,6 %   |
| 2004  | 9 388 120           | + 2,2 %   |
| 2005  | 9 798 511           | + 4,4 %   |
| 2006  | 10 000 918          | + 2,1 %   |
| 2007  | 10 454 325          | + 4,5 %   |
| 2008  | 10 440 310          | - 0,1 %   |
| 2009  | 9 878 828           | - 5,4 %   |
| 2010  | 9 651 712           | - 2,3 %   |
| 2011  | 10 455 640          | + 8,5 %   |
| 2012  | 11 222 042          | + 7,3 %   |
| 2013  | 11 554 251          | + 3,3 %   |
| 2014  | 11 660 208          | + 0,9 %   |
| 2015  | 12 016 730          | + 3,1 %   |
| 2016  | 12 427 427          | + 3,4 %   |
| 2017  | 13 304 782          | + 7,1 %   |
| 2018  | 13 850 561          | + 4,1 %   |
| 2019  | 14 485 423          | + 4,6 %   |
| 2020  | 4 580 459           | - 68,4 %  |
| 2021  | 6 540 424           | + 42,8 %  |
| 2022  | 12 119 043          | + 85,3 %  |
| 2023  | 14 082 130          | + 16,2 %  |
| 2024  | 14 770 626          | + 4,9 %   |

| Le graphique qui aurait dû être présenté ici ne peut pas être affiché car il utilise l'ancienne extension Graph, désactivée pour des questions de sécurité. Des indications pour créer un nouveau graphique avec la nouvelle extension Chart sont disponibles ici . |
| Source INSEE |

| Année | Nombre de mouvements | Variation |
| ----- | -------------------- | --------- |
| 2000  | 217 366              |           |
| 2001  | 204 224              | - 6,0 %   |
| 2002  | 188 512              | - 7,7 %   |
| 2003  | 181 303              | - 3,8 %   |
| 2004  | 165 715              | - 8,6 %   |
| 2005  | 169 368              | + 2,2 %   |
| 2006  | 178 861              | + 5,6 %   |
| 2007  | 190 078              | + 6,3 %   |
| 2008  | 183 612              | - 3,4 %   |
| 2009  | 162 826              | - 11,3 %  |
| 2010  | 161 355              | - 0,9 %   |
| 2011  | 170 576              | + 5,7 %   |
| 2012  | 176 402              | + 3,4 %   |
| 2013  | 173 903              | - 1,4 %   |
| 2014  | 169 993              | - 2,2 %   |
| 2015  | 169 934              | - 0,0 %   |
| 2016  | 176 931              | + 4,1 %   |
| 2017  | 176 521              | - 0,2 %   |
| 2018  | 175 452              | - 0,6 %   |
| 2019  | 177 718              | + 1,3 %   |
| 2020  | 74 716               | - 58,0 %  |
| 2021  | 109 379              | + 46,0 %  |
| 2022  | 155 043              | + 41,7 %  |
| 2023  | 166 757              | ▲ +7,56 % |
| 2024  | 169 430              | ▲ +1,6 %  |

| Le graphique qui aurait dû être présenté ici ne peut pas être affiché car il utilise l'ancienne extension Graph, désactivée pour des questions de sécurité. Des indications pour créer un nouveau graphique avec la nouvelle extension Chart sont disponibles ici . |
| Source Aéroport Nice Côte d'Azur |

## Accès à l’aéroport

### En voiture
Par l'autoroute A8, sortie préférentielle : no 51 Nice Saint-Augustin.

Par les routes littorales M 6007 et M 6098 qui relient les villes côtières périphériques à Nice et la route de plaine M 6202 reliant le moyen-pays.

Nombreux parkings payants sur l'aéroport, avec plus de 5 800 places proposées, à partir de 6 € par jour (parking low-cost P9 sur réservation).
Un centre de location de voitures de 60 000 m2 se situe sur site, au niveau du Parking P5 du terminal 2. L'accès peut être effectué à pied depuis le terminal 2 ou en navette gratuite. Les agences présentes à l'aéroport : Avis, Budget, Enterprise, Europcar, FireFly, Goldcar, Hertz, Interrent, Sixt.

### En train
La gare de Nice-Saint-Augustin (TER), située à moins de 500 mètres du terminal 1 de l'aéroport de Nice-Côte d'Azur, assure une correspondance avec la station "Grand-Arénas" du tramway de Nice, d'où les lignes 2 et B offrent une liaison gratuite directe avec le terminal 1 et le terminal 2 de l’aéroport,. Il est également possible de rejoindre l'aéroport à pied depuis cette gare via une voie extérieure dédiée aux piétons (7 minutes environ pour rejoindre le terminal 1),.
La gare de Nice-Ville est reliée à l'aéroport (terminal 1 et terminal 2) via la ligne 2 du tramway de Nice au niveau de la station "Jean Médecin". À 200 mètres, la ligne 1 Henri Sappia assure la correspondance avec la station "Gare Thiers".

### Tramway & Bus urbain

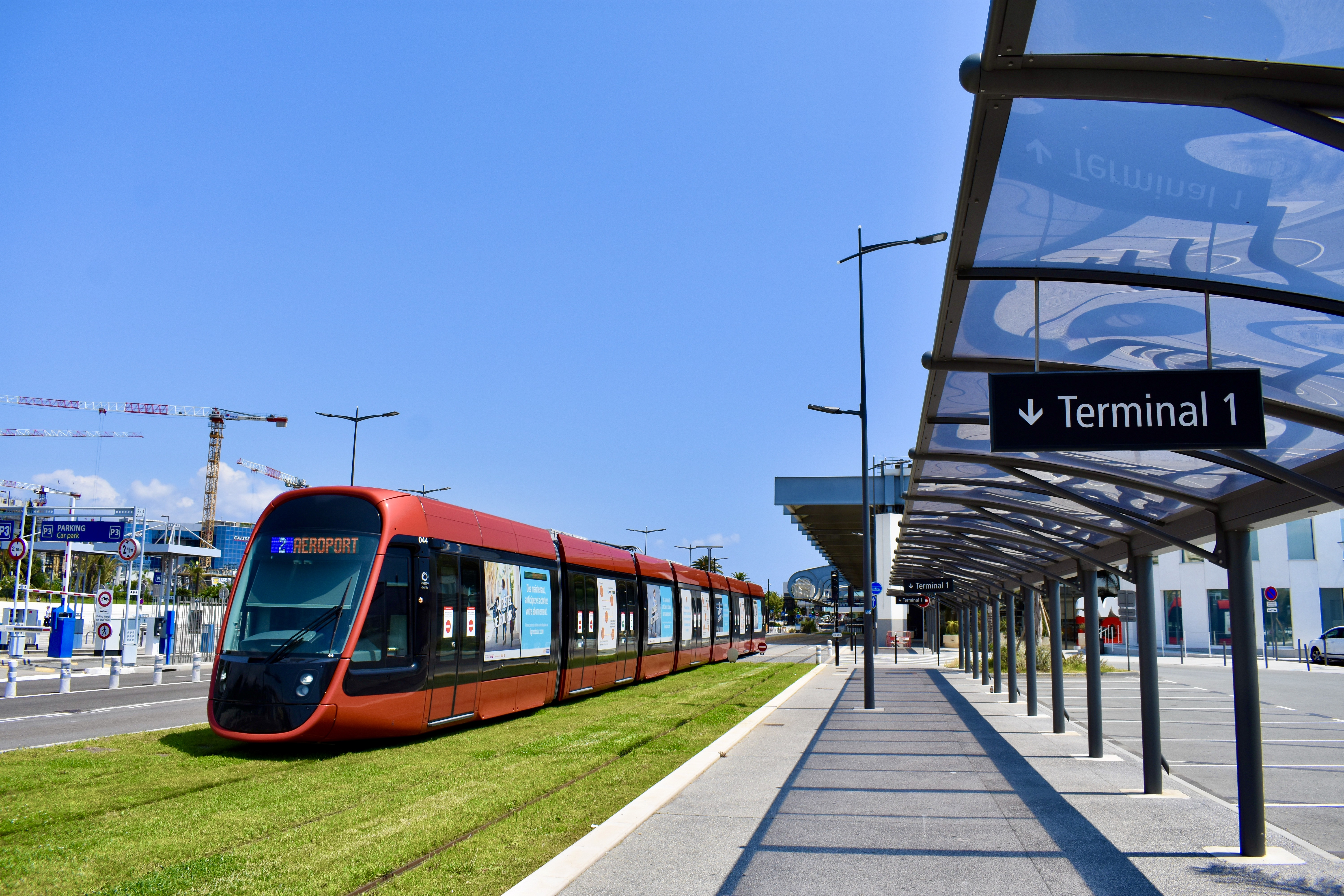
L'aéroport est desservi par certaines lignes du réseau Lignes d'Azur.

Deux lignes de tramway permettent de relier l'Aéroport aux différents quartiers de Nice:
- la ligne 2, qui relie l'aéroport au centre-ville, et au Port Lympia;
- la ligne B, qui va en direction du CADAM.
Le tramway est gratuit entre la station Grand Arénas et les stations Aéroport Terminal 1 et Aéroport Terminal 2.
Le bus 12+ Hôpital Pasteur, à 150 mètres à pied du Terminal, arrêt Aéroport / Promenade en face de l'hôtel Sheraton, dessert les arrêts de la Promenade des Anglais et la vieille-ville.
Les Tramway et bus Lignes d'Azur ne circulent pas le 1er mai.

### Bus interurbains ZOU!
L'aéroport est desservi par les lignes régionales du réseau ZOU! au départ du Terminal 2.
Antibes > Vallauris* (82), Cannes* (81), Digne (51), Monaco > Menton* (80), Saint-Raphaël (90), Valberg (83).
(*) 80 - 81 - 82 Passage Terminal 1 : arrêt Navette Parkings, sur demande (faire signe au chauffeur).

### Bus longue distance
Au départ du Terminal 1, les lignes FlixBus, BlaBlaCar et Alsa permettent de rejoindre de nombreuses destinations en France et en Europe.

### A proximité de l'Aéroport
Arrêt "Aéroport / Promenade" à 150 mètres à pied du Terminal 1, Promenade des Anglais (M6098) devant l’hôtel Sheraton.
- Lignes d'Azur : Centre Commercial Cap 3000 (12+)
- ZOU! : Cannes (620), Cannes NocTAMbus (621), Sophia-Antipolis (630).

Gare Routière Nice Côte d'Azur "Aéroport" à moins de 500 mètres à pied du Terminal 1, Avenue Maître Maurice Slama.
- Lignes d'Azur : Carros Rue 18bis (Exp 4), Cagnes-sur-Mer (21), Saint-Jeannet (54), Saint-Laurent-du-Var (20), Valdeblore - La Bolline (Eté Vésubie), Vence (9).
- ZOU! : Aix-en-Provence (60), Grasse (650), Péone (670), Puget-Theniers - Guillaumes (675), Sigale - Gilette (672), Valbonne (632 / 637), Villeneuve-Loubet (622).

Les bus Lignes d'Azur ne circulent pas le 1er mai.

### En taxi
Les taxis de la ville de Nice sont accessibles directement à la sortie du Terminal 1 (porte A1) et du Terminal 2 (porte A3).
Des tarifs forfaitaires sont proposés pour Nice-Ville, Cannes, Monaco et Antibes.

### Desserte interne
Une navette gratuite et 100% électrique relie le Terminal 1 et le Terminal 2 aux parkings les plus éloignés (P4, P6, P8 ou P9).
Elle circule toutes les 15 minutes de 4h30 au dernier vol (maximum 1h30 du matin).
Les lignes 2 et B du tramway de Nice font également la navette entre les deux terminaux, en seulement 3 minutes.
Le trajet est gratuit entre le Terminal 1 et le Terminal 2.
|  |   |  | Station                             | Coordonnées                 | Quartier | Correspondances                   |  |
|  | - |  | ----------------------------------- | --------------------------- | -------- | --------------------------------- |  |
|  | • |  | Terminal 1                          | 43° 39′ 54″ N, 7° 12′ 40″ E | Arénas   | Tram · Ligne 2 du tramway de Nice |  |
|  | • |  | Parking longue durée P8             | 43° 39′ 59″ N, 7° 12′ 30″ E | Arénas   | 90, 91, 92 (arrêt « Les Sagnes ») |  |
|  | • |  | Click & Park P4                     | 43° 39′ 55″ N, 7° 12′ 20″ E | Arénas   |                                   |  |
|  | • |  | Parking low-cost P9 / Parking P6    | 43° 39′ 50″ N, 7° 12′ 09″ E | Arénas   |                                   |  |
|  | • |  | Terminal 2                          | 43° 39′ 35″ N, 7° 12′ 17″ E | Arénas   | Tram · Ligne 2 du tramway de Nice |  |
|  | • |  | Click & Park P7 / Parking P6 / Fret | 43° 39′ 47″ N, 7° 12′ 11″ E | Arénas   |                                   |  |
|  | • |  | Click & Park P4 / Pôle technique    | 43° 39′ 54″ N, 7° 12′ 29″ E | Arénas   |                                   |  |